# Institutos complementarios japoneses a tiempo parcial

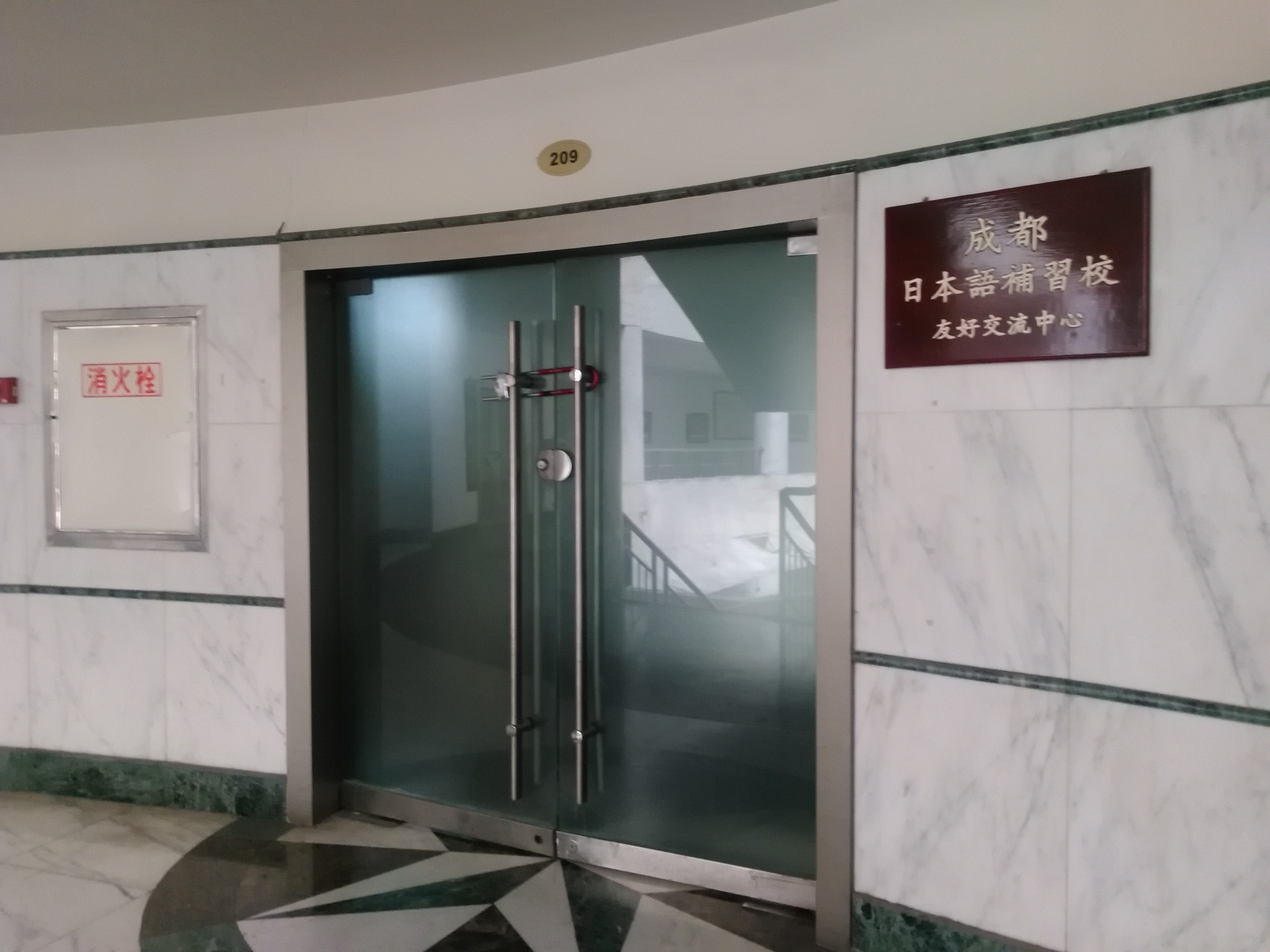
El Chengdu Hoshuko, un hoshū jugyō kō en el Hiroshima-Sichuan Sino-Japanese Friendship Convention Center (japonés: 広島・四川中日友好会館, chino simplificado: 广岛・四川中日友好会馆) en el Distrito de Wuhou (Q), Chengdu

Los hoshū jugyō kō (補習授業校?), hoshūkō (補習校?) o institutos complementarios japoneses a tiempo parcial, son institutos de educación complementaria ubicados en el extranjero —es decir, fuera de Japón— que imparten clases en japonés. Estos centros educativos dan clases a niños japoneses que asisten a escuelas locales durante el día, los fines de semana, después de la educación curricular en las escuelas locales o en cualquier otro horario contra-turno de estas.
El Ministerio de Educación, Cultura, Deportes, Ciencia y Tecnología de Japón (MEXT), a partir de 1985, alentó la apertura de hoshū jugyō kō en países desarrollados mientras que fomentó el desarrollo de institutos japoneses de tiempo completo (o nihonjin gakkō) en países en vías de desarrollo. En 1971 había veintidós institutos complementarios japoneses en todo el mundo. En mayo de 1986 había 112 institutos en el mundo, que comprendían a un total de 1144 profesores, la mayoría de ellos japoneses residentes, y 15 086 estudiantes. El número de institutos aumentó a 120 en 1987. Para el 15 de abril de 2010 había 201 institutos en cincuenta y seis países.

## Lista de escuelas
Escuelas con maestros enviado por el gobierno japonés

Latinoamérica:
- México
  - Colegio Japonés de Guadalajara A.C. (グアダラハラ補習授業校 Guadarahara Hoshū Jugyō Kō) - Zapopan, Jalisco en Gran Guadalajara,[5] anteriormente en Guadalajara[6]

Escuelas sin maestros enviado por el gobierno japonés

Europa
- España
  - Hoshuko Barcelona Educación Japonesa/Escuela de Educación Japonesa en Barcelona (バルセロナ補習校 Baruserona Hoshūkō) - San Cugat del Vallés[8]
  - La Escuela Complementaria Japonesa de Madrid (EN)[9]

Latinoamérica:
- Bolivia
  - Curso Suplementario del Idioma Japonés (ラパス補習授業校 Rapasu Hoshū Jugyō Kō) - La Paz[10]
- Ecuador
  - Guayaquil Hoshuko (グアヤキル補習授業校 Guayakiru Hoshū Jugyō Kō)
  - Colegio Japonés Auxiliar de Quito (キト補習授業校 Kito Hoshū Jugyō Kō; EN)
- El Salvador
  - Escuela Japonesa en San Salvador[11]
- Honduras
  - Escuela Complemetaria del Idioma Japonesa en Tegucigalpa (デグシガルパ補習授業校 Tegushigarupa Hoshū Jugyō Kō)
- México
  - Asociación Regiomontana de Lengua Japonesa A.C. (モンテレー補習授業校 Monterē Hoshū Jugyō Kō) - Garza Garcia, Nuevo Leon (Zona Metropolitana de Monterrey)
- República Dominicana
  - Colegio Japonés de Santo Domingo (サント・ドミンゴ補習授業校 Santo Domingo Hoshū Jugyō Kō)

Antiguas escuelas:

América del Norte
- Estados Unidos
  - Puerto Rico
    - Japanese Language School of Puerto Rico (プエルトリコ補習授業校 Puerutoriko Hoshū Jugyō Kō) - Guaynabo.[12] Se cerró permanentemente en el marzo de 2006.[13]

Europa
- España
  - Escuela Complementaria Japonesa de Las Palmas[14]

Latinoamérica: